# 千葉県道211号飯岡猿田停車場線
千葉県道211号飯岡猿田停車場線（ちばけんどう211ごう いいおかさるだていしゃじょうせん）は、千葉県旭市と銚子市を結ぶ一般県道。

## 概要
- 起点：旭市飯岡（古城坂下交差点、国道126号交点）
- 終点：銚子市猿田町（総武本線猿田駅）

## 通過する自治体
- 旭市
- 銚子市

## 交差・接続する道路
- 国道126号 - 旭市飯岡（古城坂下交差点、起点）
- 千葉県道216号飯岡松岸停車場線 - 旭市塙（塙十字路）
- 千葉県道71号銚子旭線 - 銚子市猿田町 ※一部重複